# Parigi-Roubaix 1951
La Parigi-Roubaix 1951, quarantanovesima edizione della corsa, fu disputata l'8 aprile 1951, per un percorso totale di 247 km. Fu vinta dall'italiano Antonio Bevilacqua, giunto al traguardo con il tempo di 6h07'14" alla media di 40,355 km/h davanti a Louison Bobet e Rik van Steenbergen.
Presero il via da Parigi 202 ciclisti, 96 di essi tagliarono il traguardo a Roubaix.

## Ordine d'arrivo (Top 10)
| Pos. | Corridore           | Squadra | Tempo    |
| ---- | ------------------- | ------- | -------- |
| 1    | Antonio Bevilacqua  | Benotto | 6h07'14" |
| 2    | Louison Bobet       | Stella  | a 1'32"  |
| 3    | Rik van Steenbergen | Mercier | s.t.     |
| 4    | André Declerck      | Bertin  | a 2'05"  |
| 5    | Jean Gueguen        | Mercier | a 2'20"  |
| 6    | Raymond Impanis     | Alcyon  | s.t.     |
| 7    | Bernard Gauthier    | Mercier | s.t.     |
| 8    | Lionel Van Brabant  | Mercier | s.t.     |
| 9    | Maurice Diot        | Mercier | a 2'59"  |
| 10   | Ferdi Kübler        | Tebag   | s.t.     |